# コラソン サッカー魂
『コラソン サッカー魂』（コラソン サッカーだましい）は日本の漫画家である塀内夏子によるサッカー漫画作品。『週刊ヤングマガジン』（講談社）に2010年13号（2010年3月1日発売）から、2012年1号（2011年12月5日発売）まで連載された。コミックスは全9巻。

## 概要
FIFAワールドカップ・予選で低迷する日本代表にドイツ人老監督と、彼が招聘したいわく付きのフォワードが加わり、ワールドカップ出場を目指す物語。作者の塀内によれば本作品の執筆は2010 FIFAワールドカップ出場を目前に控え成績不振の続いた日本代表に対する不満が動機となったといい、主人公・戌井凌駕については元フランス代表のエリック・カントナをイメージし「友達にはなりたくないけど、いざというときに頼もしい。シンプルでタフなエゴイスト」という作者の理想と願望を託したものだと語った。
タイトルの「コラソン」はポルトガル語「coração」であり、直訳すると心臓であるが（参照：pt:coração）、心、魂の意とされている。

## あらすじ
20XX年、日本代表はワールドカップ・アジア最終予選において、得点力不足から5試合を消化した時点で暫定4位に低迷した。日本サッカー連盟はスケジュールの空いていたヘルマン・ヴィースラーに監督就任を要請。ヘルマンは「全権委任」を条件に要請を受け、ブラジル2部リーグで得点王となっている戌井凌駕を招集するが、彼はかつて試合中に暴力事件を起こして日本サッカー界を追放されたいわくつきの男だった。
サウジアラビア戦、ヘルマンは4-3-3のセンターフォワードに戌井を起用。戌井は開始早々から相手DFにラフプレーを繰り出し、観客に悪態をつくなどスタジアムは険悪な雰囲気となる。日本代表の司令塔の中神祐也は粗暴な戌井の姿勢を不満に思うが、互いに意地をぶつけ合いながらもいつしか歯車がかみ合いだし、中神のアシストから戌井のゴールが生まれる。さらに終了間際に中神のフリーキックが決まりサウジアラビアに2-0で勝利する。
続くオーストラリア戦は、前回のワールドカップで逆転負けを喫した因縁の相手であり、前回経験者の中神と醍醐には期するものがある様子。試合前の合宿で、キャプテンの醍醐は戌井に1対1の居残り練習に付き合うように申し出るなど過去を払拭しようと意気込む。試合は一進一退の攻防の末、終了間際に得たPKを戌井が外し2-2で引き分ける。
イランとの最終戦。予選3位の日本は勝ち点で上回るイランへの勝利が絶対条件となり、予選2位のイランは引き分けでも本大会出場が決まるという状況。試合は日本がイランに先制点を許し、ハーフタイムにはロッカールームで戌井と中神がつかみ合いの喧嘩を始めるなど敗色濃厚だが、何とかチームを立て直しワールドカップ出場権を獲得する。
そんな矢先、ヘルマン監督は急病で倒れ、ワールドカップでの指揮が困難となる。病院を訪れた戌井は、自分を信用し辛抱強く起用してくれたヘルマンから労りの声をかけられると感極まって涙を流してしまうのであった。そして、ワールドカップ本大会へ臨むところで物語を終える。

## 主な登場人物
ヘルマン・ヴィースラー
72歳。東ドイツ出身のサッカー指導者で、欧州のクラブや代表チームを率いた実績があり「名将」と呼ばれる。全権委任を条件にして日本代表監督に就任した。2016年に発売された電子書籍版での著者あとがきによれば、外見のモデルはクリント・イーストウッド。
戌井凌駕（いぬい りょうが）
26歳。FW。福島県出身。6年前にはJ2の盛岡イーグルスに所属し得点王になりかけたこともあるが試合中に起こした暴力事件からJリーグを永久追放される。ブラジル2部リーグのブルメナウFCに所属する。得点力を見込まれてヘルマンに招聘される。
中神祐也（なかがみ ゆうや）
26歳。MF。スペイン・バレンシアに所属する日本代表の司令塔。前回のW杯予選の経験者。
醍醐弘文（だいご ひろふみ）
29歳。横浜SCに所属する日本代表のDFでありキャプテン。前回のW杯予選の経験者。
赤城拓洋
26歳。AS仙台所属のゴールキーパー。サウジアラビア戦後に日本代表に招聘される。
凌駕とは高校時代の東北選抜チームからの仲であるが、プロ入り後に凌駕と接触事故を起こし脚を開放骨折したことがある。
青野亮、崎谷仁
日本代表のWG。前監督時代はわずかな出場経験しかない控え選手だったが、ヘルマンの起用で凌駕の両サイドを務める。凌駕のサポート役として、試合外でも凌駕を尊敬するようになる。
岩崎重太郎
71歳。日本サッカー連盟会長。自身の権威にこだわる。戌井の永久追放処分を決定した当人。

## 書籍情報
- 塀内夏子 『コラソン サッカー魂』 講談社〈ヤンマガKC〉、全9巻[2][5]
  1. 2010年6月4日発売 ISBN 978-4-06-361907-2
  2. 2010年9月6日発売 ISBN 978-4-06-361932-4
  3. 2010年12月6日発売 ISBN 978-4-06-361972-0
  4. 2011年3月4日発売 ISBN 978-4-06-382008-9
  5. 2011年6月6日発売 ISBN 978-4-06-382039-3
  6. 2011年9月6日発売 ISBN 978-4-06-382071-3
  7. 2011年12月6日発売 ISBN 978-4-06-382112-3
  8. 2012年2月6日発売 ISBN 978-4-06-382133-8
  9. 2012年2月6日発売 ISBN 978-4-06-382134-5